# Marta Pérez (Sängerin)
Marta Escolástica de los Ángeles Pérez Suárez (* 2. August 1924 in Havanna; † 18. August 2009 in Miami/Florida, Vereinigte Staaten) war eine kubanische Sängerin (Mezzosopran).

## Leben
Pérez hatte bereits als Kind Gesangsunterricht bei Marila Granowska. Im Alter von dreizehn Jahren trat sie in den Chor des Orquesta Filarmónica de La Habana unter Leitung von Paul Csonka ein und nahm an Aufführungen von Beethovens Neunter Sinfonie und unter Leitung von Erich Kleiber und später von Herbert von Karajan von Borodins Polowetzer Tänzen teil. 
1946 unternahm sie mit Ernesto Lecuona eine Tournee durch die USA mit Auftritten in Washington, Philadelphia, Chicago und New York. Im selben Jahr trat sie nach ihrer Rückkehr nach Kuba mit der Cabalgata Company im Teatro Martí beim Radiosender CMQ auf und moderierte elf Jahre lang die Sendung Voces de Cuba. 1950 nahm sie bei CMQ mit dem Tenor Panchito Naya und der Altistin Ruth Fernández Gonzalo Roigs Zarzuela Cecilia Valdéz auf. 1953 tourte sie erneut mit Lecuona durch die USA und trat u. a. in der Carnegie Hall auf. Danach gastierte sie im Opernhaus von Mexiko-Stadt und am Teatro Colón in Buenos Aires. Ein Höhepunkt ihrer Laufbahn war 1955 ihr Auftritt an der Mailänder Scala als Preciosilla in Verdis Oper La forza del destino an der Seite von Renata Tebaldi und Giuseppe di Stefano. 1957 trat sie in Steve Allens Show auf und unternahm eine Konzertreise durch Lateinamerika, 1959 sang sie bei der BBC in London. 1961 war sie Gast in der Ed Sullivan Show.
1966 ging sie ins Exil nach Miami. Dort gründete sie 1967 mit Pilar de la Rosa, Demetrio Menéndez und Miguel de Grandy Muñoz die Theatergruppe Producciones Gratelli (später Pro Arte Gratelli Society), die sie fast vierzig Jahre lang leitete. Neben Opernpartien nahm Pérez auch traditionelle kubanische Songs und klassische Boleros auf.